# Арвје (Горњи Алпи)
Арвје (фр. Arvieux) насеље је и општина у југоисточној Француској у региону Прованса-Алпи-Азурна обала, у департману Горњи Алпи која припада префектури Бријансон.
По подацима из 2011. године у општини је живело 373 становника, а густина насељености је износила 5,14 становника/km². Општина се простире на површини од 72,62 km². Налази се на средњој надморској висини од 1545 метара (максималној 2.905 m, а минималној 1.138 m).

## Демографија
| 1962. | 1968. | 1975. | 1982. | 1990. | 1999. | 2011. |
| ----- | ----- | ----- | ----- | ----- | ----- | ----- |
| 411   | 412   | 324   | 351   | 338   | 355   | 373   |

График промене броја становника у току последњих година